# 마지막 요새
〈마지막 요새〉(일본어: さいごの砦 사이고노토리데[*])는 코마츠 미호의 열네 번째 싱글이다.

## 개요
- 전작 〈머무르지 않는 사랑〉에 이은 논타이업 작품이다. 비디오 클립이 짧게 만들어진 것은 이 작품이 마지막이다

## 수록곡
1. 마지막 요새(さいごの砦)
  - 작사 · 작곡: 코마츠 미호, 편곡: 오가 요시노부
2. 사랑의 노래(愛の唄)
  - 작사 · 작곡: 코마츠 미호, 편곡: 오가 요시노부
3. 빛나는 별 (delightful ver.)(輝ける星 <delightful ver.>)
2번째 싱글의 재편곡 버전이다.
4. 마지막 요새 (instrumental)
5. 사랑의 노래 (instrumental)